# 성 요르고스 성당 (이스탄불)

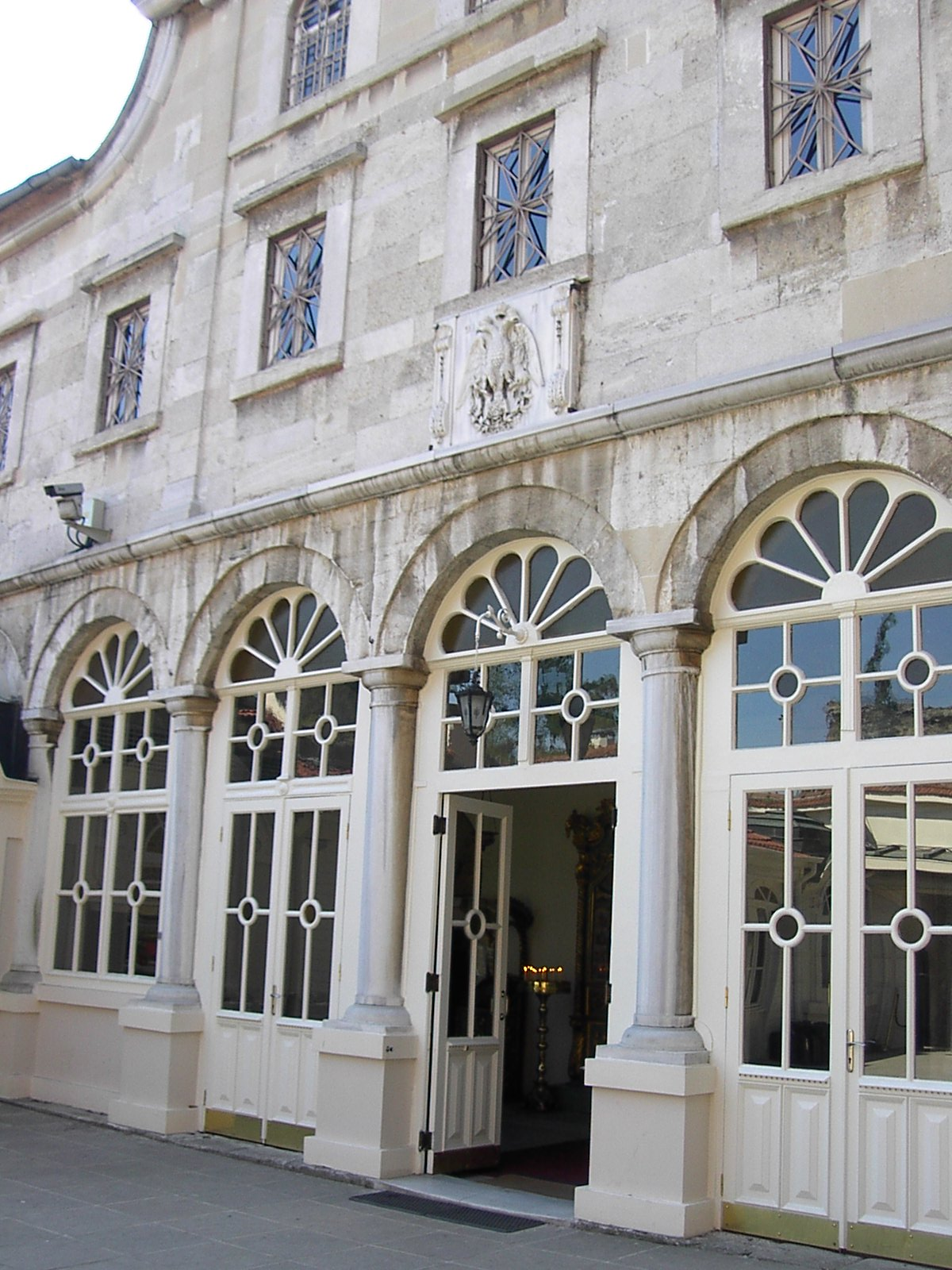
성 요르고스 성당의 외관. 19세기 중반의 것으로 일반적인 비잔티움 양식의 정교회 성당들과는 뚜렷하게 구별되는 신고전주의의 영향을 받았다.

성 요르고스 성당(그리스어: Καθεδρικός ναός του Αγίου Γεωργίου 카테드리코스 나오스 투 아이우 예오르이우[*], 튀르키예어: Aya Yorgi)은 터키에서 가장 큰 도시이자 1453년까지 동로마 제국(비잔티움 제국)의 수도(당시의 명칭은 콘스탄티노폴리스)였던 이스탄불에서 아직까지 남아있는 동방 정교회의 가장 으뜸가는 대성당이다. 1600년대 초 이래 콘스탄티노폴리스 총대주교좌 성당을 맡고 있으며, 콘스탄티노폴리스 총대주교는 오늘날 전 세계 정교회 신자들의 영적 지도자로 인식되고 있다.
그리스도교의 순교자 성 요르고스에게 봉헌된 성 요르고스 성당은 중요한 성찬예배가 많이 거행되었던 곳으로서 필요한 경우 총대주교가 성목요일에 성유 축성식을 거행하기도 하였다. 이러한 이유로 성 요르고스 성당은 ‘거룩한 몰약 총대주교좌 성당’이라고도 불렸다. 한때는 총대주교가 모든 동방 정교회 성당에서 사용하는 모든 성유를 직접 축성하였지만, 오늘날에는 자치 교회들이 알아서 직접 성유를 축성하고 있다.
성 요르고스 성당은 옛 콘스탄티노폴리스의 역사적 중심부였던 북서부였던 현 이스탄불의 페네르(전통적으로는 판나르라고 하며, 터키어로 등대를 의미하는 단어이다. 그 기원은 고대 오스만 튀르크어로 그리스를 뜻하는 단어 페나르일 것으로 추정하고 있다.) 인근에 위치하고 있다. 성 요르고스 성당은 현재 동방 정교회 세계에서 차지하고 있는 위상에 비해 비교적 규모가 협소한 성당이다. 그 이유는 모든 비(比)이슬람교의 건물은 이슬람교의 건물보다 작고 간소해야 한다고 규정한 샤리아(이슬람법)의 영향 때문이다.
성 요르고스 성당은 오전 8시 30분부터 오후 4시까지 개방되지만, 엄중한 보안 검색을 거쳐야 한다. 방문객은 보통 그리스와 기타 정교회 나라들에서 오는 사람이 많다. 성당 뒤편에는 총대주교청과 총대주교청 산하 도서관이 자리하고 있다. 총대주교좌가 되기 전에는 수도원의 부속 성당이었으며, 건물의 외관은 간소하지만 실내는 화려하게 장식되어 있다.

## 같이 보기
- 콘스탄티노폴리스 총대주교